# David England
David England (25 de junio de 1956) es un deportista australiano que compitió en remo como timonel. Ganó una medalla de bronce en el Campeonato Mundial de Remo de 1977, en la prueba de ocho con timonel ligero.

## Palmarés internacional
| Campeonato Mundial | Campeonato Mundial       | Campeonato Mundial | Campeonato Mundial      |
| Año                | Lugar                    | Medalla            | Prueba                  |
| ------------------ | ------------------------ | ------------------ | ----------------------- |
| 1977               | Ámsterdam (Países Bajos) | Medalla de bronce  | Ocho con timonel ligero |